# Indigofera lespedezioides
Indigofera lespedezioides är en ärtväxtart som beskrevs av Carl Sigismund Kunth. Indigofera lespedezioides ingår i släktet indigosläktet, och familjen ärtväxter.

## Underarter
Arten delas in i följande underarter:
- I. l. acutifolia
- I. l. lespedezioides